# Freesia fergusoniae
Freesia fergusoniae är en irisväxtart som beskrevs av Harriet Margaret Louisa Bolus. Freesia fergusoniae ingår i släktet Freesia och familjen irisväxter. Inga underarter finns listade i Catalogue of Life.